# Boris Garlitsky
Boris Garlitsky (russisch Борис Михайлович Гарлицкий; * 21. August 1952 in Moskau) ist ein russischer Geiger und Musikpädagoge.

## Leben und Wirken
Boris Garlitsky wurde zunächst von seinem Vater Mikhail Garlitsky unterrichtet und studierte dann bei Juri Issajewitsch Jankelewitsch am Moskauer Konservatorium. Es folgten Engagements beim Kammerorchester Moscow Virtuosi, als Konzertmeister beim London Symphony Orchestra, London Philharmonic Orchestra und Covent Garden Opera. 1982 war er Preisträger des Premio Paganini in Italien und gab neben seiner Orchester-Tätigkeit weltweit Solokonzerte mit Orchestern wie dem RSO Wien, dem London Philharmonic Orchestra beim BBC, Radio France sowie Sendern in Italien, Russland und den USA. Er ist regelmäßig bei großen Musik-Festivals zu Gast – u. a. beim Pablo Casals-Festival in Frankreich, dem Mostly Mozart Festival in New York, den Proms in London, dem Schleswig-Holstein Musik Festival und Gidon Kremers Kammermusikfest in Lockenhaus  – und konzertiert mit bedeutenden Musikern wie u. a. Pinchas Zukerman, Gidon Kremer, Martha Argerich und Anne-Sophie Mutter. Außerdem ist er als Kammermusiker Mitglied des Streichtrios Hermitage (mit Alexander Zemtsov und Leonid Gorokhov).
Garlitsky unterrichtet als Professor am Pariser Konservatorium und an der Folkwang Universität der Künste. Er ist der Vater des Violinisten Daniel Garlitsky (* 1982).